# 白音他拉苏木
白音他拉苏木，是中华人民共和国内蒙古自治区通辽市奈曼旗下辖的一个乡镇级行政单位。

## 行政区划
白音他拉苏木下辖以下地区：
白音他拉村、希勃图村、哲日都村、伊和乌素嘎查、道仑毛都村、高图村、奈林浩来村、苏布日嘎村、多日奔敖包嘎查、满都拉呼嘎查、当海尔嘎查、乌呼仁塔日牙嘎查和包头嘎查。